# Helena Concannon
Helena Concannon, née le 28 octobre 1878 à Maghera dans le comté irlandais de Londonderry et morte le 27 février 1952, est une historienne, femme de lettres, linguiste et femme politique irlandaise.

## Publications
- (en) A Garden of Girls, or the Famous Schoolgirls of Former Days, Londres, Longmans, Green & Co., 1914.
- (en) The Life of St. Columban (St. Columbanus of Bobbio): A Study of Ancient Irish Monastic Life, Dublin, Catholic Truth Society of Ireland, 1915.
- (en) Women of ‘Ninety Eight, Dublin, M. H. Gill, 1919.
- (en) Daughters of Banba, Dublin, M. H. Gill, 1922.
- (en) The Poor Clares in Ireland. (A.D. 1629 – A.D. 1929), Dublin, M.H. Gill, 1929.
- (en) Irish Nuns in Penal Days, Londres, Sands & Co., 1931.
- (en) St. Patric. His life and mission by Mrs Thomas Concannon, 1932.
- (en) Blessed Oliver Plunkett: Archbishop of Armagh and Primate of all Ireland, by Mrs. Thomas Concannon, with appendix by Robert C. Simington, Dublin, Browne & Nolan, 1935.
- (en) The Queen of Ireland: An Historical Account of Ireland's Devotion to the Blessed Virgin, Dublin, M.H. Gill, 1938.
- (en) The Curé of La Courneuve: L'Abbé Jean-Édouard Lamy by Senator Helena Concannon, Dublin, M.H. Gill, 1945.
- (en) Poems, Dublin, M. H. Gill, 1953.